# Trichonympha
A Trichonympha egysejtű anaerob Parabasalia-nemzetség a Trichonymphida kládban, mely kizárólag alacsonyabb rendű termeszek és Cryptocercus-fajok utóbelében él. A Trichonympha harang alakja és több ezer ostora könnyen felismerhetővé teszi. A rovarok és a Trichonympha szimbiózisa kölcsönösen igen előnyös: a Trichonympha gazdáját segíti a cellulózbontásban, cserébe folyamatosan kapja a tápanyagot és a védelmet. Ezenkívül számos szimbionta baktériuma van, melyek a cukorbontásban és a nitrogénkötésben vesznek részt.

## Etimológia
A Trichonympha az újlatin tricho- és a nympha szavak összetétele: előbbi a hajra, vagyis a faj sok ostorára utal. A nympha véget Joseph Leidy választotta 1877-ben, mikor a nemzetséget előszöör megfigyelte: ostorai egy „általa élvezett dráma nimfáira utalnak”.

## Történet
Először 1877-ben írta le Joseph Leidy, aki a Trichonympha agilist írta le a Reticulitermes termesznemben, de akkor nem tudta, hogy több Trichonympha-faj van. Bár érdekesnek találta a Trichonympha morfológiája, nem tudta csoportba helyezni az akkori technológia korlátai miatt. Azt feltételezte róla, hogy a csillósok, a Gregarinasina vagy a Turbellaria tagja, e feltételezései mind hibásnak bizonyultak.
Leidy felfedezése után a nemzetséget jelentős mértékben tanulmányozták. Az 1930-as és 1960-as évek közt Lemuel Cleveland karrierje nagy részében a rovarutóbélben élő egysejtűeket tanulmányozta. A Trichonympháról szóló mai ismeretek nagy része Cleveland kutatásaiból származik. Ő elsősorban azt vizsgálta, mi történik az utóbél szimbiontáival a gazda vedlésekor, mely közvetlenül érinti a Trichonympha életciklusát. Ivaros ciklusát is ő írta le.
2008-ban számos termeszutóbél-szimbionta, például a Trichonympha SSU rRNS-ét szekvenálták, lehetővé téve számos nemzetség filogenetikai kapcsolatainak meghatározását.
A termeszek és a Cryptocercus endoszimbiontáit továbbra is kutatják számos laboratóriumban. Számos ismeretlen információ van az endoszimbionták és gazdáik kölcsönhatásáról és azok társas viselkedésére gyakorolt hatásáról.

## Élőhely és ökológia
A Trichonympha élőhelye igen specifikus: termeszek és Cryptocercus-fajok utóbelében él endoszimbiontaként. Azonban a Trichonympha szimbionta baktériumok gazdája is. Mindkét biológiai szerepe fontos élőhelyén.

### Endoszimbiontaként
A Trichonympha 4 elsősorban faevő termeszkládban (Archotermopsidae, Rhinotermitidae, Kalotermitidae, Hodotermitidae) és a Cryptocercusban él. Feltehetően az Isoptera utolsó közös ősében már jelen lehetett a Trichonympha.
A Trichonympha a kládok utóbele mikrobiomjának fontos eleme. Az 5 klád étrendje szinte csak fából és fával kapcsolatos anyagokból, például avarból áll, így sok cellulózt, lignocellulózt és hemicellulózt kell emészteniük. Azonban nincsenek meg ehhez a szükséges enzimjeik. A Trichonympha és más endoszimbionta segíti a kládokat a fával kapcsolatos anyagok emésztésében, és a cellulózt glikozid-hidrolázokkal alakítják cukorrá. A cukor ezután acetáttá, hidrogénné és szén-dioxiddá alakul oxidációval. Az acetát a termeszek és a Cryptocercus fő energiaforrása, így a Trichonympha gazdája nélküle nem tudna élni. A Termitidae valószínűleg nem rendelkezik a Trichonymphához hasonló ostorosokkal változatosabb, nemcsak fát tartalmazó étrendje miatt.
A cukor átalakításakor keletkező nagy mennyiségű hidrogén miatt a termeszek utóbelében lévő környezet erősen anoxiás. Ez nagyon kedvező az anaerob Trichonympha számára. A Trichonympha és a termesz kapcsolata nemcsak a gazda, hanem a Trichonympha számára is előnyös: a gazda táplálékának emésztéséért a Trichonympha anaerob környezetet, folyamatos táplálékforrást és védelmet kap.
A termeszek és a Cryptocercus emésztőrendszere aktív hely sok mozgó résszel. Így a Trichonympha számos ostorral rendelkezik: ezek segítik helye megtartásában az emésztőrendszeren belül. Azonban a gazda utóbele nem mindig alkalmas hely: minden termeszcsoport, ahol él, rendszeresen vedlik. Ennek során a termesz lecseréli kitin sejtvázát és az emésztőrendszert védő kutikulát. Így minden vedléskor kibocsátja emésztőrendszeréből a Trichonymphát. A 4 „alacsonyabb rendű” kládban élő fajok nem élnek túl, de a Cryptocercusban élők cisztaképzéssel túlélhetnek. Így minden vedlés után újra meg kell szerezniük a mikrobiomot. Ezt proktodeális trofallaxissal érik el, ahol a termeszek rokonaik utóbélfolyadékából szereznek endoszimbiontákat. Más termesz vedléséből származó folyadékot nem esznek, mivel a benne lévő endoszimbionták már halottak. Ehelyett egy újabban vedlett rokonuk utóbélfolyadékát fogyasztják, megbízható Trichonympha-transzfert biztosítva generációkon át.
A termeszek és a Cryptocercus a Föld ökoszisztémáiban fontos szerepet játszanak, és „ökoszisztéma-mérnököknek” is tekintik. Fa- és fávalkapcsolatosanyag-fogyasztásuk fontos a szénciklusban. Azonban fafogyasztásuk negatív hatással is rendelkezik: a termeszek sok helyen megtalálható kártevők, melyek a föld- és erdőművelésből származó termelés nagy részét elfogyaszthatják. Mivel ez a Trichonympha nélkül nem lenne lehetséges, a Trichonympha fontos a szénciklusban, és a termeszek gyakoriságában is fontos.

### Gazdaként
Bár a Trichonympha képes szimbionta baktériumok nélküli cellulóz-anyagcserére, továbbra is számos ekto- és endoszimbionta baktérium kell, hogy élhessen. A Trichonympha és számos endoszimbionta baktériuma együtt fejlődhet (kospeciáció), azaz a szimbiózis a baktérium és a Trichonympha sikerességéhez is fontos. A szimbionták pontos összetétele és funkciója még nem ismert.

#### Endoszimbionták
Gyakori endoszimbionta baktériumai az Endomicrobia klád tagjai. Ezek általában citoplazmatikusak, és feltehetően a nitrogénkötésben érintettek. Ez fontos a Trichonympha sikerességében, mivel a faevő termeszek és a Cryptocercus étrendjében kevés a használható nitrogén. Tanulmányok szerint egy Trichonympha-sejt 1 Endomicrobia-filotípust tartalmaz. Ez is utalhat a Trichonympha és az Endomicrobia vertikális öröklődéssel történő kospeciációjára. Az új utódsejtek osztódáskor gyakran szülősejtjük Endomicrobia-fajait öröklik. Így a Trichonymphában egy Endomicrobia-klád stabilizálódhat, és fennmaradhat. A Trichonymphában élő Endomicrobia-fajok kládot akotnak, vagyis utóbbi előbbivel csak egyszer lépett szimbiózisba. Mivel nincs minden fajban Endomicrobia-faj, 2 hipotézis van e szimbiózis megjelenésére: az egyik szerint az Endomicrobia jelen volt a Trichonympha utolsó kzös ősében, majd egyes kládok elvesztették. Egy másik, egyszerűbb magyarázat szerint az Endomicrobia nem volt jelen a közös ősben, csak a különböző kládok kialakulásakor léptek szimbiózisba.
Más endoszimbionta baktériumokat is felfedeztek és vizsgáltak. Erre példa a Desulfovibrio trichonymphae, mely feltehetően a T. agilis endoszimbiontája egy 2009-es tanulmány szerint. A Desulfovibrio nemzetségről korábban ismert volt, hogy a 4 termeszklád utóbelében él, de nem volt ismert, hogy a Trichonympha endoszimbiontája. A Desulfovibrio kokkoid és hasáb alakú nemzetség, és a Trichonympha kortikális rétegében él. Sejten belüli funkciója lehet a Trichonymphában lévő cukor felvétele és acetáttá, hidrogénné és etanollá alakítása. Ezenkívül feltételezték részvételét szulfátredukáló folyamatban.

#### Ektoszimbionták
Számos ektoszimbiontája van. Leggyakoribb ektoszimbionta baktériumai közé tartozik a Spirochaetota Bacteroidales kládja. Számos termesz- és Cryptocercus-endoszimbiontában, például a Trichonymphában is megtalálhatók e fajok, de szabadon élő fajai is vannak termeszekben. Számos folyamatban, például nitrogénkötésben, acetogenezisben és ligninbontásban részt vehet.
Az Endomicrobia endoszimbionta fajok mellett ektoszimbionta fajokkal is rendelkezik. Az Endomicrobia kiemelkedéseivel a Trichonympha sejtmembránjához és ostoraihoz kötődhet. Nincs jelen minden Trichonympha-sejten, vagyis e szimbiózis feltehetően fakultatív, nem obligát.

## Leírás

### Morfológia
Morfológiáját a 19. századtól vizsgálták. 21–30 μm széles, 90–110 μm hosszú harang alakú sejt.
A sejt elülső vége a rostrum, és belső és külső operculumból áll. Egyes fajokban a külső operculumon nyújtott kiemelkedések, redők vannak. A külső operculum folyadékkal telt, párnázva azt, mert a belső és külső operculum funkciója a mellettük lévő centriólumok védelme. A centriólumok a rostralis csőben, a sejt belső, rostrumhoz vezető részében vannak. E cső körkörös elrendezésben lévő lamellákból áll. Each cell has two centrioles, one long and one short, located beneath the inner cap, in the anterior end of the rostral tube. These centrioles have a fixed position in the cell and play an important role in asexual reproduction.
The entire cell is covered in thousands of flagella which arise from basal bodies. There are several patterns of how the flagella attach to the cell at the posterior end of the rostrum. In some species the flagella attach exclusively to the rostrum while in others the flagella attach to the rostrum, as well as adhering to each other. Another pattern of flagella adherence involves flagella emerging from flagellar folds, which are grooves that run parallel to the cell, and then attaching to each other.
Another key component of a Trichonympha cell is the basal body and parabasal fibres. Trichonympha has long basal bodies which give rise to the flagella. These basal bodies lie along the rostral tube and are made up of microtubules. The basal bodies are connected to a large Golgi complex via parabasal fibres. This large Golgi complex is often referred to as the parabasal body and originates anterior to the single nucleus, which it extends around.
Trichonympha do not have traditional mitochondria. Instead, they have highly reduced versions of mitochondria, called hydrogenosomes. A hydrogenosome is a membrane bound, redox active organelle. They produce hydrogen gas from the oxidation of pyruvate, and function in anaerobic environments.

### Életciklus
Egész életciklusában alacsonyabb rendű termeszek vagy Cryptocercus-fajok emésztőrendszerében él. A Trichonympha-sejtek életciklusa zigótás meiózist tartalmaz: a meiózison átmenő életszakasz a zigóta. Így teljes érett állapota haloid. Életciklusa nagyrészt a gazdáéval koordinált. A Trichonympha általában ivartalanul szaporodik, de a gazda vedlése jelentős hatást gyakorol a Trichonymphára. A termeszekben a Trichonympha elhal vedléskor, míg a Cryptocercusban cisztát képez, majd ivarosan szaporodik. Gyakori tévhit a vedlésről, hogy a sejtek a rovar utóbeléből távozva halnak el. Ez téves, mert a sejtek általában akár 6 nappal a vedlés előtt elhalnak vagy cisztát képeznek. 2 hipotézis van ennek okára:
1. Az emésztőrendszeri környezet megszűnik megfelelni a rovar vedlésekor. Ez lehet tápanyaghiány, oxigénbuborék-képződés és az utóbélfolyadék megnövekedett viszkozitása.[14]
2. A halált vagy a cisztaképzést a rovar hormonális változásai okozhatják.[14]

#### Ivartalan szaporodás
A Trichonympha szaporodása többnyire osztódással történik. Ekkor először a sejt két félre oszlik a rostrumnál kezdődően. Ez mindkét utódsejten ostormentes részt hoz létre. Az utódsejtek ezután gyorsan sejtplazmát termelnek méretük növeléséhez. Végül a centriólumok új ostorokat és új parabazális testet hoznak létre.

#### Ivaros szaporodás
Az ivaros szaporodás 3 fázisban történik, ezek a gametogenezis, a megtermékenyítés és a meiózis.
A gametogenezis egy, a gazda vedlésekor kialakult haploid ciszta osztódásakor történik. A haploid sejt sejtplazmája két eltérő ivarsejtet létrehozva osztódik. Ez osztódást az egyenlőtlen kromoszómák okozzák, melyek meghatározott pólus felé mennek. A Cleveland által petesejtnek nevezett ivarsejt megtermékenyítő szemcsékből hátul gyűrűt hoz létre. E gyűrűk a másik ivarsejtet (hímivarsejt) vonzzák. A gyűrűben megtermékenyítő kúp van, mely a hímivarsejt számára belépési pontot biztosít.
Megtermékenyítéskor a hímivarsejt a petesejtbe lép, sejtplazmájuk zigótává egyesül. A hímivarsejt a magon kívül minden sejtszervecskét, például ostort, parabazális testet és centriólumokat elveszt.
Megtermékenyítés után a zigóta meiózison megy át. Ennek első szakasza néhány órával a megtermékenyítés után történik. Ekkor a zigóta kromoszómái megkettőződnek, és a zigóta osztódik. Ekkor a centromerek nem kettőződnek. A meiózis első szakasza után a második szakaszban a centromerek – de nem a kromoszómák – kettőződnek meg, és a sejt újra osztódik. Ennek eredménye 4 haploid sejt.

## Fosszíliák
Nincs jelentős fosszília a Trichonympháról, de ismertek termeszek emésztőrendszerében élő szimbionták fosszíliái. Egy Kalotermitidae-fosszíliában bizonyítékot találtak arra, hogy a szimbionták és a Trichonympha közti szimbiózis már a mezozoikumban létezett.

## Fajok
- Trichonympha acuta[25]
- Trichonympha agilis[19]
- Trichonympha algoa[25]
- Trichonympha campanula[26]
- Trichonympha chula[25]
- Trichonympha collaris[27]
- Trichonympha deweyi sp.[28]
- Trichonympha grandis[25]
- Trichonympha hueyi sp.[28]
- Trichonympha lata[25]
- Trichonympha lighti[27]
- Trichonympha louiei sp.[28]
- Trichonympha magna[19]
- Trichonympha okolona[25]
- Trichonympha parva[25]
- Trichonympha postcylindrica[26]
- Trichonympha quasili[27]
- Trichonympha saepiculae[27]
- Trichonympha sphaerica[26]
- Trichonympha tabogae[27]
- Trichonympha webbyae sp.[28]